# عزيا
عزيا ملك يهوذا أو عزريا (باليونانية: Ὀζίας)‏، (باللاتينية: Ozias)‏، هو ملك يهوذا من 791 إلى 740 ق م، وابن أمصيا ملك يهوذا، وهو والد يوثام ملك يهوذا من بعده. تولى العرش في سن ال 16 بالمشاركة مع أبيه، ثم اعتلى العرش بعد مقتل أبيه، وملك لمدة 52 سنة منها 24 سنة بالمشاركة مع أبيه.
بنى عزيا مدينة إيلات بعد وفاة أبيه، ونظَّم الجيش، وحصن أسوار القدس وقلاعها، وجهز قواته بأسلحة جديدة، وقام بعد هجمات على أعدائه ومنهم الفلسطينيون. وانتصر عليهم، وهدم أسوار مدنهم في جت ويبنة وأشدود وبنى مدنًا في أرض فلسطين، وخضع له العمونيون وقدموا له الهدايا، وانتشرت هيبته إلى حدود مصر.
يصفه الكتاب العبري بأنه عاش حياة مستقيمة. إلا أنه لم يدمر بيوت الأوثان ومعابد الآلهة الأخرى. ولكنه حصر شريعة موسى فيما بعد، وحاول أن يوقد على مذبح البخور في الهيكل، فغضب الله عليه وضربه بالبرص الذي لازمه حتى وفاته؛ لذلك سلم مقاليد الحكم لابنه يوثام وكان ابن 25 سنة. ومن الحوادث المهمة أيام عزيا هول زلزال عظيم في فلسطين. وتوفي حوالي 734 ق.م.
ذكره إنجيل متى في نسب يسوع.